# 秩父站

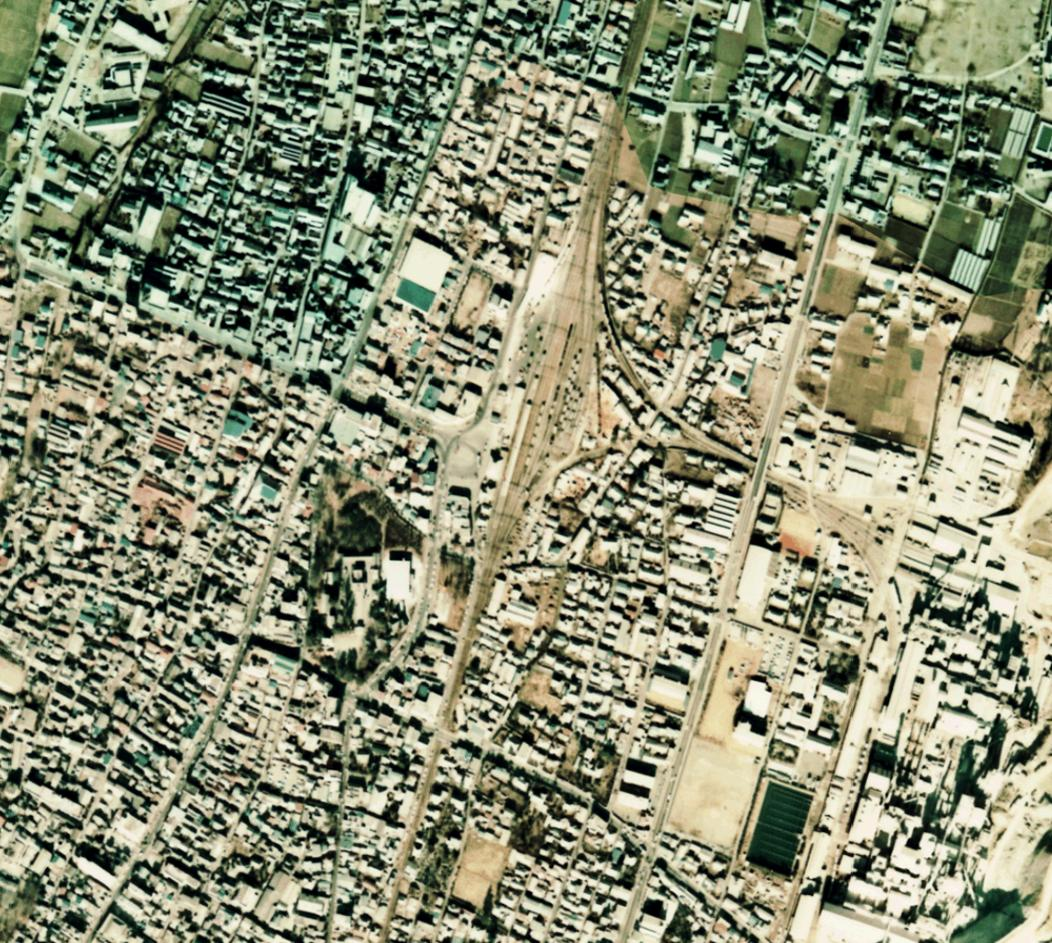
秩父站附付航空相片（攝於1974年 國土畫像情報正射影像修正航空相片（國土交通省））在東方向為秩父水泥（現時：太平洋水泥）的引込線。西南方為秩父神社。

秩父站（日语：／ Chichibu eki */?）是位於埼玉縣秩父市宮側町1番8號，秩父鐵道的秩父本線車站。

## 歷史
- 1914年（大正3年）10月27日 : 車站啟用[1]
- 1985年（昭和60年）3月2日 : 新車站大樓開始使用。[2]

## 車站構造
此站是地面車站，設有1面2線的島式月台。此站是直營車站，同時為管理車站，管理大野原站至武州日野站（除了御花畑站、影森站，上述兩站自行管理）之間各站。月台與檢票口之間設有行人隧道連接。
車站大樓位於月台西邊。大樓內設有秩父地域地場產業振興中心（地場產中心）。一樓是檢票口和秩父地區物產販賣處的物產館，二樓是介紹當地物產的地方和餐廳。檢票口外設有廁所（濕廁）。
在1984年存在的車站大樓已經遷移至車站東北方的聖地公園內，並成為國家登錄有形文化財。
在站前通數十米的道路是秩父市唯一雙向共4行車道的道路。

### 月台
| 月台 | 路線    | 方向                                                |
| ---- | ------- | --------------------------------------------------- |
| 1    | ■秩父線 | 三峰口方向 ■西武線直通 飯能、入間市、所澤、池袋方向 |
| 2    | ■秩父線 | 長瀞、寄居、熊谷、行田市、羽生方向                  |

此站此站設有連接秩父水泥（現時：太平洋水泥）秩父第一工場的引込線（三角線）。該三角線曾經設有轉車盤，現已遷移至三峰口站，用作行走「Paleo Express」的C58形蒸機關車改變方向。另外，當2000系或東武鐵道5000系等改變方向時，也會進入三角線。

## 使用狀況
- 在2018年度1日平均乘車人次為583人[5]。

| 年度               | 1日平均 乘車人次 |
| ------------------ | ---------------- |
| 2009年（平成21年） | 591              |
| 2010年（平成22年） | 553              |
| 2011年（平成23年） | 549              |
| 2012年（平成24年） | 525              |
| 2013年（平成25年） | 600              |
| 2014年（平成26年） | 606              |
| 2015年（平成27年） | 606              |
| 2016年（平成28年） | 605              |
| 2017年（平成29年） | 588              |
| 2018年（平成30年） | 583              |

以下為1974～1998年度的上下車人次變化。
| 年度               | 一年總 乘車人次 | 一年總 下車人次 |
| ------------------ | --------------- | --------------- |
| 1974年（昭和49年） | 604,565         | 568,772         |
| 1975年（昭和50年） | 550,600         | 537,411         |
| 1976年（昭和51年） | 481,573         | 526,873         |
| 1977年（昭和52年） | 473,135         | 441,545         |
| 1978年（昭和53年） | 456,765         | 420,708         |
| 1979年（昭和54年） | 427,087         | 399,233         |
| 1980年（昭和55年） | 414,579         | 384,238         |
| 1981年（昭和56年） | 390,402         | 368,204         |
| 1982年（昭和57年） | 376,168         | 353,868         |
| 1983年（昭和58年） | 369,071         | 354,619         |
| 1984年（昭和59年） | 337,283         | 321,428         |
| 1985年（昭和60年） | 325,228         | 314,454         |
| 1986年（昭和61年） | 320,991         | 296,932         |
| 1987年（昭和62年） | 297,170         | 289,117         |
| 1988年（昭和63年） | 298,325         | 284,312         |
| 1989年（平成元年） | 315,795         | 318,552         |
| 1990年（平成02年） | 336,742         | 314,418         |
| 1991年（平成03年） | 335,608         | 318,151         |
| 1992年（平成04年） | 316,861         | 291,496         |
| 1993年（平成05年） | 303,233         | 288,227         |
| 1994年（平成06年） | 319,852         | 309,418         |
| 1995年（平成07年） | 307,197         | 278,115         |
| 1996年（平成08年） | 275,754         | 300,336         |
| 1997年（平成09年） | 279,861         | 273,953         |
| 1998年（平成10年） | 251,356         | 238,557         |

## 車站周邊
- 國道140號
- 國道299號（日语：国道299号）
- 埼玉縣道208號秩父停車場秩父公園線（日语：埼玉県道208号秩父停車場秩父公園線）
- 秩父郵局（日语：秩父郵便局）
- 秩父宮之側郵局
- 秩父警署（日语：秩父警察署）
- 秩父消防署
- 秩父市立醫院
- 秩父保健所
- 埼玉地方法務局秩父分局
- 秩父第一酒店
- 道之驛秩父（日语：道の駅ちちぶ）
- Unicus秩父
- Yaoko秩父上野町店
- The Daiso Unicus秩父店

※秩父市政廳比較接近鄰站御花畑站。而西武鐵道西武秩父站也鄰近御花畑站。

### 觀光
- 秩父神社（日语：秩父神社）（步行5分鐘）
- 秩父三十四箇所（日语：秩父三十四箇所）
- 秩父銘仙館（日语：ちちぶ銘仙館） : 國家登錄有形文化財（步行15分鐘）
- 秩父故鄉館（日语：秩父ふるさと館） : 國家登錄有形文化財（步行10分鐘）
- 秩父節會館  (步行5分鐘)
- Hot Spot秩父館  (步行5分鐘)
- 羊山公園（日语：羊山公園） : 以芝櫻之丘而得名（步行20分鐘）

## 巴士路線
| 乘車處 | 系統         | 主要途經                             | 目的地     | 巴士公司     | 備註                               |
| ------ | ------------ | ------------------------------------ | ---------- | ------------ | ---------------------------------- |
| 秩父站 | 浦山線       | 西武秩父站入口、影森中學前、浦山水壩 | 浦山大日堂 | 秩父市營巴士 |                                    |
| 秩父站 | 市內線       | 上町                                 | 西武秩父站 | 西武觀光巴士 |                                    |
| 秩父站 | 中町         |                                      | 西武秩父站 | 西武觀光巴士 |                                    |
| 秩父站 | Muse公園循環 |                                      | 西武秩父站 | 西武觀光巴士 |                                    |
| 秩父站 | 市內線       | 中町、影森小學                       | 浦山常盤橋 | 西武觀光巴士 |                                    |
| 秩父站 | 久那線       | 中町、影森小學、浦山常盤橋、久那     | 西武秩父站 | 西武觀光巴士 |                                    |
| 秩父站 | Muse公園循環 | 音樂寺、Muse公園中央、影森中學       | 西武秩父站 | 西武觀光巴士 |                                    |
| 秩父站 | 小鹿野線     | 市立醫院、泉田、小鹿野車廠           | 栗尾       | 西武觀光巴士 |                                    |
| 秩父站 | 小鹿野線     | 相生町、泉田、小鹿野車廠             | 栗尾       | 西武觀光巴士 |                                    |
| 秩父站 | 秩父吉田線   | 札所二十一番、下寺尾、吉田綜合分所   | 吉田元氣村 | 西武觀光巴士 |                                    |
| 秩父站 | 秩父吉田線   | 市立醫院、下寺尾、吉田綜合分所       | 吉田元氣村 | 西武觀光巴士 |                                    |
| 秩父站 | 原谷線       | 相生町、大野原站前                   | 和銅黑谷站 | 西武觀光巴士 |                                    |
| 秩父站 | 三澤線       | 山田、栃谷、中三澤、親鼻站           | 皆野站     | 西武觀光巴士 |                                    |
| 秩父站 | 定峰線       | 山田、栃谷、定峰                     | 定峰峠入口 | 西武觀光巴士 | 星期六及假日所有班次以定峰為終點站 |
| 秩父站 | 正丸線       | 橫瀨站入口、根古屋、蘆久保站、長渕   | 松枝       | 西武觀光巴士 |                                    |

## 相鄰車站
秩父鐵道
秩父本線
SL「Paleo Express」、急行「秩父路」
皆野－秩父－御花畑
普通
大野原－秩父－御花畑

## 注腳
1. ↑  「軽便鉄道運輸開始及停車場名称改称並旅客取扱廃止」『官報』1914年10月30日（國立國會圖書館數碼化收藏）
2. ↑  交友社《鐵道迷》1985年5月号130頁
3. ↑  .   [2021-02-05]. （原始内容存档于2020-09-30）.
4. ↑  国指定文化財等データベース （页面存档备份，存于）（日語）
5. ↑  【掲載】０９、運輸・TRANSPORTATION （页面存档备份，存于）（日語）
6. ↑  秩父市誌続編三編集委員会編集『秩父市誌 続編三』575頁、埼玉県秩父市、1990年12月27日。

## 外部連結
- 車站情報 秩父站（秩父鐵道）（日語）